# كلنا غرباء
كلنا غرباء (بالإنجليزية: All of Us Strangers)‏ فيلم خيال رومانسي بريطاني، أنتج عام 2023. الفيلم من إخراج وسيناريو أندرو هاي، وهو يستند على رواية غرباء للكاتب تايتشي يامادا. الفيلم من بطولة أندرو سكوت وبول ميسكال.
عُرض "كلنا غرباء" لأول مرة في النسخة 50 من مهرجان تيلورايد السينمائي، في 31 أغسطس 2023. وأطلق في المملكة المتحدة بواسطة فوكس سيرش لايت بيكتشرز في 26 يناير 2024. وقد نال الفيلم إشادة من النقاد، وتم اختياره كأحد أفضل عشرة أفلام مستقلة لعام 2023 من قبل المجلس الوطني للمراجعة، وحصل على ستة ترشيحات لجوائز بافتا.

## القصة
تدور أحداث الفيلم حول آدم (سكوت)، كاتب سيناريو منشغل بذكريات الماضي بينما يطور علاقة مع جاره الغامض هاري (ميسكال). وهو الفيلم الروائي الثاني المقتبس من الرواية بعد الفيلم اليابانيThe" Discarnates" سنة (1988).

## قائمة الممثلين
- أندرو سكوت بدور: آدم.
- بول ميسكال بدور: هاري.
- جيمي بيل بدور: والد آدم.
- كلير فوي بدور: والدة آدم.
- أمي تريدريا بدور: النادلة.